# 山城 (戦艦)
山城（やましろ）は、大日本帝国海軍（日本海軍）の戦艦。扶桑型戦艦の2番艦。

## 概要
大東亜戦争（太平洋戦争）においては第一艦隊第二戦隊に編入され第二戦隊が解隊されるまでの間主力の戦艦部隊の一隻として作戦に従事した。しかし、1944年（昭和19年）2月〜3月にかけて次期作戦準備の為に連合艦隊の水上戦力の大改編が行われた際に、当分の間使用の見込みが無かった為、訓練錬成部隊として再編成されていた戦艦部隊の第一艦隊も改めて解隊・再編成される事が決定された。その際、優速の大和型と長門は第二艦隊第一戦隊として再編され、航空戦艦へと改装された伊勢型が第四航空戦隊に編入されたのに対して、扶桑型は速力が低く機動部隊編入には適さないと判断され、山城は連合艦隊附属となり、横須賀方面海軍諸学校練習艦として任務に就く事となった。その後1944年（昭和19年）9月10日に捷一号作戦警戒が発令されると、山城は再編された第二艦隊第二戦隊へと編入され、第二戦隊司令官・西村祥治中将の座乗する旗艦となり、第一遊撃部隊第三夜戦部隊としてレイテ沖海戦に投入されたが最後はスリガオ海峡における米艦隊との夜間水上戦闘にて撃沈される事となった。

### 艦名
山城の艦名は、畿内の令制国「山城国 （やましろのくに）」から採られた。艦内神社は石清水八幡宮からの分祀。

## 艦歴

### 太平洋戦争以前
戦艦山城は1913年（大正2年）11月20日、横須賀海軍工廠で仮称艦名第四號戦艦として起工された。1914年（大正3年）10月12日、仮称艦名第四號戦艦を山城と命名、1915年（大正4年）11月3日、伏見宮博恭王が臨席して進水式が行われ、1917年（大正6年）3月31日竣工した。
1926年（昭和元年）12月25日、大正天皇が葉山御用邸で崩御。山城が弔砲を発射する艦に指定されて葉山沖合に移動。同月27日、天皇の遺体が東京に戻る際に48発の弔砲を発射した。
1927年（昭和2年）7月、昭和天皇が「聯合艦隊の戦闘射撃及爆撃実験御覧」するに当り山城が御召艦に指定された（護衛は第四駆逐隊、供奉艦は扶桑）。
28日、天皇は山城に乗艦した。山城には事前に徹底的な清掃と修理、天皇滞在の為の改造が施されていた。また艦上水泳のためのプールも五・六番砲塔左舷側に設けられた。当時の乗組員は、佐官11、尉官35、准士官16、下士官257、兵1011、傭人4、計1334名であった。以後、天皇の御召艦として、佐伯湾、奄美大島、小笠原諸島を航海する。豊後水道では空母赤城、鳳翔の艦載機訓練や戦艦長門、陸奥の夜間射撃訓練を天皇が天覧した。8月10日、横須賀に入港して天皇御退艦。
同年10月30日、横浜沖で行われた大演習観艦式（御召艦陸奥、先導艦鬼怒、供奉艦阿武隈、由良、球磨、長良）に参加。
その後1928年（昭和3年）12月から1929年（昭和4年）11月まで、連合艦隊旗艦となった。1936年（昭和11年）2月4日、山城から長門に連合艦隊旗艦が変更されたように短時間ながら連合艦隊旗艦となった事例がある。
1928年（昭和3年）12月4日、横浜沖で行われた御大礼特別観艦式（御召艦榛名、先導艦金剛、供奉艦比叡、磐手）に参加。1930年（昭和5年）10月26日、神戸沖で行われた特別大演習観艦式（御召艦霧島、先導艦足柄、供奉艦妙高、那智、羽黒）に参加。1934年（昭和9年）11月15月からの1年間、南雲忠一大佐（のちの南雲機動部隊司令長官）が山城の艦長を勤めた。翌年5月の第二水雷戦隊との夜間演習では軽巡洋艦神通（二水戦旗艦）と正面衝突しかけたが南雲大佐の冷静な判断で回避に成功、大事故を免れている。
1936年（昭和11年）7月から10月にかけての特別大演習期間中、高松宮宣仁親王（天皇弟宮。当時、海軍少佐、海軍大学校2年生）は山城副砲長兼務分隊長を命じられた。7月23日、高松宮は横須賀鎮守府司令長官米内光政中将や参謀長井上成美少将に迎えられて横須賀在泊の山城に乗艦する。山城は赤軍艦隊の旗艦に指定され、塩沢幸一中将が乗艦した。演習中に立ち寄った伊勢湾では、伏見宮博恭王軍令部総長、高橋三吉連合艦隊司令長官、野村直邦連合艦隊参謀長が山城を訪問し、高松宮と歓談した。10月29日、神戸沖で行われた昭和11年特別大演習観艦式（御召艦比叡、先導艦鳥海、供奉艦愛宕、足柄）に参加する。特別大演習終了をもって、高松宮は退艦した。
1940年（昭和15年）10月11日、横浜沖で行われた紀元二千六百年特別観艦式（御召艦比叡、先導艦高雄、供奉艦加古、古鷹）にも参加した。

### 太平洋戦争における戦績
太平洋戦争初期〜中期は、扶桑型戦艦のほか日本海軍の戦艦のほとんどは内地にあった。山城と扶桑は1942年（昭和17年）6月のミッドウェー海戦に戦艦大和以下主力部隊として出撃するが、戦闘には参加しなかった。そのミッドウェーで失った空母戦力穴埋めの為に全ての戦艦を航空母艦へ改造する事が検討された際に扶桑型は伊勢型と共に最終候補となっていたが、結局これは伊勢型戦艦2隻の改造となり実現しなかった。その後も内地で待機の任務が続き、砲術学校の練習艦として使用されていた。「艦内は隅々まで手入れが行き届き光り輝いていた」という見学した横須賀海軍砲術学校生徒の回想があるが、その一方で『鬼の山城・蛇の長門』と畏れられる艦でもあった。1943年10月には航空戦艦伊勢と共に『甲支隊T3号輸送部隊』として輸送任務を行った。帰路は空母隼鷹と行動を共にした。11月9日、伊予灘で魚雷発射訓練中の呂113と接触事故を起こすも、損害は軽微で済んだ。1944年（昭和19年）になると、扶桑はトラック泊地に進出して大和や武蔵と共に待機し、その後渾作戦等に従事したが、山城は内地待機が続いた。6月、日本海軍はマリアナ沖海戦で大敗、サイパン島陥落により絶対国防圏は崩れた。日本海軍は6月15日〜29日にかけて東号作戦を発動、マリアナ諸島のアメリカ軍に対し、日本本土の航空兵力を多数投入していた。この状況下、神重徳連合艦隊参謀は山城（もしくは扶桑）と第五艦隊（巡洋艦那智、足柄、多磨、木曾、阿武隈等）によるサイパン島突入作戦を発案、海軍陸戦隊をサイパンへ強行輸送しつつ、艦隊は浮き砲台となって陸上砲撃をおこなう計画を提案する。神は山城艦長となって自ら陣頭に立つことを希望した。第五艦隊は北方より内地に戻り作戦準備を行うも、作戦は中止された。

### 捷一号作戦
太平洋方面戦勢を挽回するために再建途上の第一機動艦隊を投入して行われたあ号作戦におけるマリアナ沖での決戦に敗北した日本軍の絶対国防圏は縮小し、最後の国防要域として残されたのは本土、南洋諸島、台湾、フィリピン島のみとなった。大本営は、8月以降に想定される連合軍の次期進攻に抗するために、7月24日の「陸海軍爾後ノ作戦指導大綱」にてこの残された要域を決戦方面とし地上決戦の方面は北部フィリピン島付近とすることを決定した。そして、連合艦隊に対しては敵が来寇した場合には全兵力を挙げて基地航空機の威力圏内にて迎撃・撃滅し要域を確保するとの決戦方針が示され、更に7月26日にはこの決戦は「捷号作戦」と呼称する事が決定された。また、同作戦の区分は四つに分けられ、その内フィリピン方面は捷一号と区分された。
1944年（昭和19年）2月25日に第二戦隊が解隊された後、連合艦隊付属となり横須賀方面諸学校練習艦として横須賀にあった山城は、8月14日に内海西部に回航された。9月10日に第二戦隊が再編され、西村祥治中将が第二戦隊司令官に着任した事で第二戦隊旗艦となった。同月23日、山城は柱島を出撃し第十七駆逐隊（浦風、浜風、雪風、磯風）に護衛され日本本土を離れ、29日ブルネイを経由した後10月4日にリンガ泊地へ入泊し第二艦隊に合流した。
しかし、山城が第二艦隊に合流して間もない10月10日に沖縄を17隻の空母を中心としたアメリカ第38任務部隊が急襲したことを契機に、台湾沖航空戦が勃発することとなった。この10月12日〜15日にかけて行われた台湾沖航空戦によって空母撃沈11隻、撃破8隻の戦果を挙げたと判断した連合艦隊司令部は、16日1030に高雄の95度430浬の地点に空母7隻、戦艦7隻、巡洋艦10数隻の敵空母部隊を発見したことを受け、敵残存勢力に対して決戦を挑み戦果を拡大するためにリンガ泊地の第一遊撃部隊(第二艦隊)に対して出撃準備を下令した。しかし、第一遊撃部隊がブルネイへと向け出撃準備を進める中で、10月17日0650スルアン島の海軍見張所より突如米艦隊の出現の報告がもたらされ、同見張所は0800に敵が上陸を開始したという電報を最後に連絡を絶った。この緊急報告を受けた連合艦隊司令部は敵がフィリピン島に上陸する可能性があると判断し、同日0835捷一号作戦警戒を発令し、既に出撃準備を開始していた第一遊撃部隊に対してもブルネイへの進出を改めて下令した。そして一日後の18日には捷一号作戦が発令され、第一遊撃部隊は第二部隊を先頭にし第一戦隊、第二戦隊を殿にリンガ泊地を後にし20日にブルネイへと入泊した。第一遊撃部隊がブルネイへ入泊するまでの2日の間に第一遊撃部隊の突入計画は概ね決定されており、連合艦隊司令部と同じく第二艦隊司令部は全艦隊を一方向より進出するよりも南北両方面から分進させる方が有利であると判断していた為、劣速の第二戦隊は別働隊としてスリガオ海峡からレイテ湾へと突入させる予定となっていた。この第一遊撃部隊のレイテ湾突入計画は21日1700より第二艦隊旗艦愛宕にて行われた作戦打ち合わせにおいて初めて知らされ、第二戦隊のスリガオ海峡からの突入に対して意外の感を持った者もいたとされるが、これに対して異論を唱えるものは誰もいなかった。栗田長官が21日に発令した機密1YB命令作戦第四号では第二艦隊の任務は「前略 基地航空部隊、機動部隊本隊ト協同、10月25日黎明時「タクロバン」方面ニ突入、先ツ所在海上兵力ヲ撃滅次テ敵攻略部隊ヲ殲滅ス」とされ、その作戦要領は22日0800にブルネイを出撃した後、24日の日没後サンベルナルジノ海峡を突破しサマール島東方面海面に於いて夜戦によって敵水上部隊を撃滅後、10月25日黎明「タクロバン」方面に突入し敵船団及び上陸軍を覆滅するとされており、第三部隊に関しては主要任務が一、敵船団及上陸軍撃滅 二、敵水上部隊牽制攻撃とされており、作戦要領はブルネイ出撃後分離し25日黎明時主力に策応し「スリガオ」海峡より「タクロバン」方面へ突入し敵船団及び上陸軍を撃滅するとされていた。また、栗田長官は訓示の中で「いやしくも敵主力部隊撃滅の好機あれば、乾坤一擲の決戦を断行する所信である。」と述べており、第一部隊、第二部隊の任務は水上部隊、主力部隊の撃滅を第一とし、輸送船団、陸上部隊の撃滅はその後の二次的な任務とされていた。
山城は突入計画に基づき、軍隊区分された第一遊撃部隊第三部隊/第三夜戦部隊（通称西村部隊）の旗艦となった。この西村部隊は第二戦隊（扶桑型戦艦山城、扶桑）、重巡洋艦最上、第四駆逐隊（満潮、朝雲、山雲）、第二十七駆逐隊（時雨）、戦艦2隻・重巡洋艦1隻・駆逐艦4隻の計7隻で編成されていた。統一訓練すら行ったことのない寄せ集め艦隊であり、最初から生還の見込みはなかったとされる。
第三部隊が編成された翌日の22日には西村司令官より文章にて作戦要領が指示され、第三部隊は22日1500「ブルネイ」を出撃、25日の日の出前に主力に策応し「スリガオ」海峡より「タクロバン」泊地へと突入し日の出前後に渡り敵船団及び上陸軍を撃滅するとされた。また、同司令官は栗田長官他関係各部にあて、第三艦隊の行動予定を『X-3日(22日)一五三〇ブルネイ湾出撃 X-2日(23日)一一〇〇「パラバック」海峡通過針路五十度ニテ X-1日〇六三〇北緯一〇度三〇分、東緯一二一度二五分ヨリ針路一四〇度爾後「ミンダナオ」海北岸沿ヒニ進撃 〇一〇〇「ピニト」岬南方ニ達シ針路三五〇度ニテ「レイテ」湾ニ達ス』と電報しており、出撃前に各艦艦長を旗艦「山城」に集合させ簡単な作戦打ち合わせを行った後、予定通り1530ブルネイを出撃した。しかし、時雨艦長(西野繁中佐)によるとこの作戦打ち合わせの際には西村司令官、山城艦長(篠田勝清少将)両名は出席していなかったとされ、打ち合わせではレイテ湾の北側の浅瀬に警戒するようにとの話が出され、打ち合わせ後には酒が振舞われたとされる。尚時雨の艦長は21日にブルネイへ入泊した直後西村司令官に呼び出され作戦説明を受けたとしており、その中で別働隊としてスリガオ海峡から突入する予定であるとの事や、今度の戦は敵の輸送部隊を撃滅するのが主目的であるため、攻撃してきたヤツはやっつけてもいいが、深追いする必要はないとの説明を受けたと証言している。この為、21日の時点である程度の作戦説明は既に西村司令官から各艦長に対して行われていた可能性も考えられる。
25日に「タクロバン」方面へ突入する事を基点にレイテ湾へと至る四つの航路の内南北からの挟撃が可能で、25日黎明に「タクロバン」より突入可能であったのは、潜水艦に遭遇する危険性は高いが敵航空機の索敵圏外であった第二航路(約2,200km)と敵航空機の索敵圏内であるものの最も距離の短い第四航路(約1,509km)の二つであったため、劣速で航続力の少ない第三部隊はブルネイ泊地→バラバック海峡→スルー海→ミンダナオ海→スリガオ海峡→レイテ湾という第四航路を指定され、25日黎明の「タクロバン」方面突入を目指した。

10月22日午後3時30分、栗田艦隊出撃から七時間半を置いて西村部隊はリンガ泊地から出撃し、23日10時20分にバラバック海峡を通過してスル海に入る。10月24日午前6時50分、最上の水上偵察機がレイテ湾に到達、西村部隊と各方面に戦艦4隻・巡洋艦2隻、駆逐艦4隻、魚雷艇14隻、輸送船80隻を含む米艦隊の存在を伝えた。

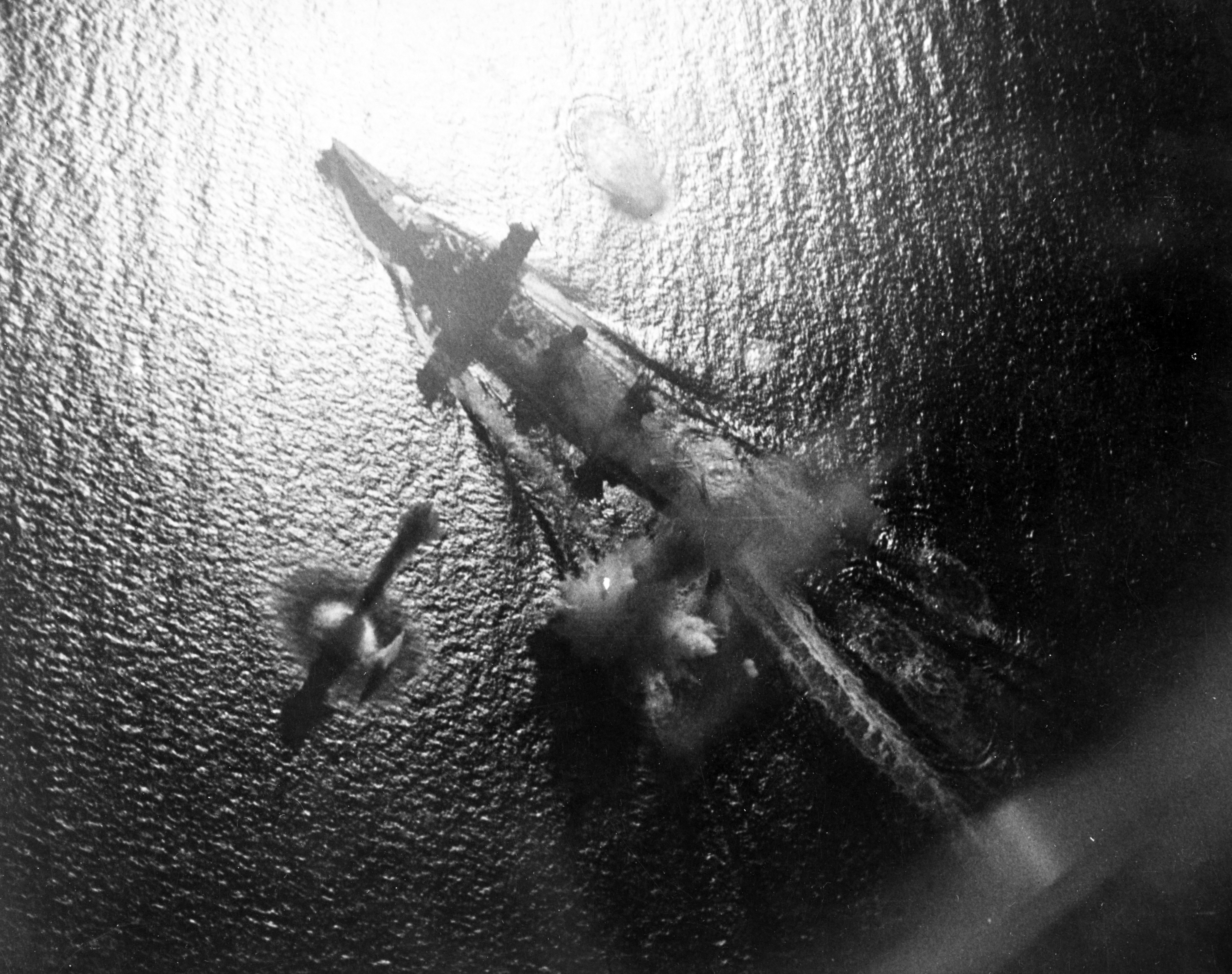
昭和19（1944）年10月24日、スル海で米機の攻撃を受ける山城

午前9時以降、スールー海ネグロス島南西海域で米軍機動部隊（第3艦隊第4群デビソン隊）艦載機27機（ロケット弾装備F6Fヘルキャット、SBC2ヘルダイバー急降下爆撃機）の攻撃を受ける。アメリカ軍機動部隊の攻撃は栗田艦隊に集中しており、西村部隊は10時以降空襲を受けず、予定通りスリガオ海峡を目指して進撃した。扶桑、最上、時雨が被弾したが、各艦とも損害は軽微であった。ただし山城生存者の江崎寿人主計大尉（山城主計長）によれば、レーダー機器に被弾してレーダーが使用不可能になった他、至近弾により右舷中央から後部にかけてのバルジと艦体の境が大規模に裂けた。結果、右舷に五度傾斜したが、左舷への注水により平衡を回復したという。
12時15分、アメリカ軍第7艦隊司令官のトーマス・C・キンケイド中将は指揮下の全艦艇に対し夜戦準備警報を発し、特にジェシー・B・オルデンドルフ少将の艦隊42隻（戦艦6隻、重巡洋艦4隻、軽巡洋艦4隻、駆逐艦28隻）に西村部隊と志摩艦隊への迎撃準備を命じた。戦艦6隻（ウェストバージニア/16インチ砲8門、メリーランド/16インチ砲8門、テネシー/14インチ砲12門、カリフォルニア/14インチ砲12門、ミシシッピ/14インチ砲12門、ペンシルベニア/14インチ砲12門）のうち、ミシシッピ以外の米戦艦5隻は真珠湾攻撃で沈没もしくは大破しており、近代化改修を受けて再投入された軍艦達であった。しかし、戦艦用砲弾の77.3%は陸上砲撃用のHC(high capacity)弾で占められており、徹甲AP弾(armor piercing)は全体の僅か22.7%に過ぎずHC弾も既に58%が陸上砲撃に使用され消耗していた。少ない対艦用徹甲弾で最大限の効果をあげるべく1万7000〜2万ヤードでの射撃方針が決定された。湾内には28隻の輸送船、3隻の上陸作戦用指揮官、ダグラス・マッカーサー将軍が座乗する軽巡洋艦ナッシュビルが停泊していた。第7艦隊の魚雷艇戦隊（ボーリング中佐指揮）のうち、レッスン少佐率いる39隻がスリガオ海峡の13箇所に展開、一部はミンダナオ島のカミギン島に進出していた。
10月24日午後7時前後、最前線に立つ栗田艦隊や西村部隊は豊田副武連合艦隊司令長官（連合艦隊司令部/慶応義塾大学日吉台地下壕）から発せられた「天佑ヲ確信シ全軍突撃セヨ（連合艦隊電令第372号 GF機密241813番電）」を受信した。25日未明、山城以下西村部隊は、ミンダナオ海を抜け、志摩艦隊に先んじてアメリカ軍の第7艦隊が待ち構えるスリガオ海峡に突入した。西村部隊は闇雲にスリガオ海峡へ突入したと誤解されがちだが、西村司令官は逐一自隊の状況を栗田長官に報告していた。一方で、栗田艦隊の戦艦武蔵沈没という被害や反転・再反転の情報を受信していたかは定かではない。21時13分、西村司令官は「二十五日〇四〇〇『ダラグ』沖ニ突入予定」（第二戦隊機密第242013番電）と発信（栗田艦隊受信20時20分）。対する栗田長官は、21時45分にレイテ突入予定時刻を25日11時と伝え「（西村部隊は）予定通『レイテ』泊地ニ突入後 二十五日〇九〇〇『スルアン』島ノ北東一〇浬付近ニ於テ主力ニ合同」（第一遊撃部隊第242145番電）と発信した（西村部隊受信22時40分）。

### レイテ沖海戦（スリガオ海峡夜戦）

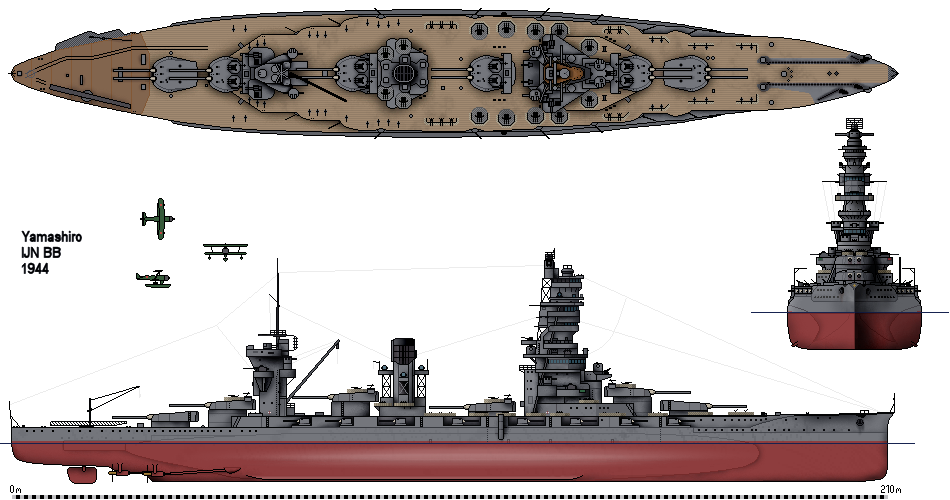
スリガオ海峡夜戦での山城。アメリカ側資料の為、実際と異なる箇所がある。

24日午後7時頃、最上と第4駆逐隊（満潮、山雲、朝雲）は掃討隊として先行した。午後11時、時雨はカミギン島の北方でアメリカ軍魚雷艇との交戦を報告する。魚雷艇1隻が時雨の砲撃で損傷したのみで双方に主な戦果はなく、魚雷艇は煙幕を展開して避退したが、オルデンドルフ提督への通報は1時間遅れた（受信0026）。10月25日午前0時前後、西村部隊掃討隊は魚雷艇3隻と交戦、被害は無かった。一連の戦闘で、アメリカ軍魚雷艇39隻のうち30隻が戦闘に参加、魚雷34本（海戦全体で160本とも）を発射したが、確実に挙げた戦果は志摩艦隊軽巡洋艦「阿武隈」中破のみである。1時、西村部隊は「〇一三〇『スリガオ』海峡南口通過『レイテ』湾ニ突入、魚雷艇数隻見タル他敵情不明」（第二戦隊機密第250100番電）と報告（栗田艦隊受信2時20分）。1時30分、掃討隊が西村部隊本隊に合流。2時になると針路を真北にとり、突入態勢をとった。同時刻、西村部隊とアメリカ魚雷艇群が砲雷撃を交わしたが、双方とも戦果はなかった。一連の戦闘で、魚雷艇1隻（PT493）が大破翌朝沈没、10隻が損傷し、6名が戦死した。
アメリカ軍魚雷艇群の攻撃を切り抜けた西村部隊は、先頭から満潮、朝雲、山城、扶桑、最上が一列に並び、山城左舷1.5kmに時雨、右同距離に山雲という単縦陣を形成した。午前2時50分以降、時雨はディガナット島寄りに駆逐艦3隻発見を報告、西村司令官は探照灯による照射攻撃を命じると共に単縦陣を令し、満潮、朝雲、山雲、時雨、山城、扶桑、最上という完全な単縦陣を形成した。なお、時雨駆逐艦長としてレイテ沖海戦を戦った西野繁中佐は「スリガオ海峡に突入した時点の西村部隊は三列縦隊（山城・扶桑が中央、最上が左、駆逐艦4隻が右）であった」「戦史叢書に『西村部隊は単縦陣であった』とあるのは誤りである」という旨を述べている。
西村部隊は3時10分前後に砲撃を開始した。アメリカ軍は、海峡東側（西村部隊右前方）を進む第54水雷戦隊3隻（リメイ、マクゴーワン、メルビン）が魚雷27本を発射。海峡西側（西村部隊左前方）を進む第108駆逐隊2隻（マクダーマット、モンセン）が魚雷20本を発射。アメリカ軍水雷戦隊は計47本の魚雷を発射した後、西村部隊の照明弾に照らし出されたものの離脱に成功した。
午前3時10分頃、扶桑は被雷して落伍、その後に爆沈した。離脱した扶桑の位置に最上がつき、山城に続行した。西村司令官は扶桑の落伍に気づかず、扶桑健在と判断したまま命令を発していた。逆に、時雨は脱落した戦艦を山城、戦闘可能な戦艦を扶桑と判断していた。
3時33分 - 3時40分、最上は山城の左舷に水柱2本が立つのを確認し、艦首付近に魚雷命中を認め、3時35分に山城の左舷に火災が発生しているのを確認した。護衛の駆逐艦も山雲が轟沈、満潮が被雷して航行不能、朝雲が艦首切断という大損害を受けて次々に落伍した。3時25分、アメリカ軍第24水雷戦隊の駆逐艦6隻が戦闘に加わり、駆逐艦キレンが山城に魚雷1本を命中させた。数本の魚雷は時雨の艦底を通過していった。西村は栗田艦隊や志摩艦隊に対し3時30分に「スリガオ水道ノ北口両側 敵d（駆逐艦）魚雷艇アリ 味方d2被雷遊弋中 山城被雷1戦闘航海ニ支障ナシ」（第二戦隊機密第250330番電）を発信した（栗田艦隊受信04時15分）。
この時点で戦列を維持していたのは、山城（中央）・最上（左）・時雨（右）の3隻のみであった。3時40分、西村司令官は山城から「われ魚雷攻撃をうく、各艦はわれをかえりみず前進し、敵を攻撃すべし」と命令した。これが山城からの最後の命令となった。
しかし、3時51分オルデンドルフ少将より全ての巡洋艦に対して射撃開始が下令され、デンバーが3時51分に距離14,447mより山城を目標に砲撃を開始したのを皮切りにミネアポリス、コロンビアも同一目標に対して射撃を開始し、ポートランドもそれに続いた。更に3時53分には戦艦部隊の内ウエスト・バージニアが距離 20,848mより射撃を開始し、3時55分にはテネシー、カリフォルニアもそれに続き射撃を始め、各艦は許される限りのAP弾全てを山城に対して発射した。アメリカ軍戦艦6隻（ペンシルバニアは発砲せず）の主砲発射弾数は計272発、アメリカ軍巡洋艦部隊は8インチ砲・6インチ砲計約3千発を発射したと記録されている。既に1本の魚雷を受け速力が12ktに低下した山城は艦橋付近に命中した敵弾により炎上、最上も艦橋への命中弾で艦長や航海長が戦死するなど戦闘力を喪った。なお時雨戦闘詳報では3時55分に炎上・航行不能となった戦艦を扶桑としているが、実際には山城であった。
同時刻、アメリカ軍の第56水雷戦隊駆逐艦9隻は山城が速力を落とし針路を北から西に変えるのをレーダーで探知、第1小隊のニューコム、アルバート・W・グラント、リチャード・P・リアリーの3隻の駆逐艦は、山城と並走しつつ距離約5580mで各艦魚雷5本（計15本）を発射、4時11分30秒に2つの爆発音を認めた。山城は副砲で応戦したが、アルバート・W・グラントに命中弾を与えたに留まった。
西村司令官が安藤先任参謀に「我レイテ湾に向け突撃、玉砕す」の電文作成指示を出すのを江崎は目撃しているが、この電文は栗田艦隊に届かなかったか、山城は通信能力を既に喪失していたと見られる。その後、総員退去が命じられたが、それから2分以内に「山城」は転覆して艦尾から沈没した。アメリカ側資料によれば沈没時刻は4時19分、場所は北緯10度22.3分、東経125度21.3分。

#### 生存者
山城沈没時の定員は1,350名であったが、対空機銃を増設した関係で約1,500名が配属されていたと思われる。士官2名、下士官兵8名、生存者10名がアメリカ軍に救助され、戦後帰還した。沈没時は多くの乗組員（アメリカ軍駆逐艦艦長によれば数百名）が漂流していたが、アメリカ駆逐艦の救助を拒み溺死した者、陸地に上陸したが住民に殺害された者が多数に上り、最終的に生存者10名となってしまった。

#### 評価
時雨は上級司令部に対し『我ト同勢力以上ノ敵泊地ニ夜間突入スルハ勝算ナシ』と報告している。
戦後、小沢治三郎（レイテ沖海戦時小沢機動部隊司令官）は
「あのとき、まじめに戦争をしたのは、西村一人だったよ」
と語った。
また江崎寿人主計大尉（海経28期、山城主計長、山城の生還者10名の一人）は、敗因について
「日本海軍がアメリカ海軍に負けたのであって、西村司令官の責任ではない。当時の誰でも西村司令官以上の指揮は出来ず、あの状況下では最善の指揮だったと信じている」
「艦を沈めたのは4発の魚雷であり、艦砲射撃は終末を早めたのみである」
と回想した。

## 艦上機発艦実験
1922年（大正11年）3月29日、山城第2砲塔上に滑走台を設け陸上機の発艦実験を行った。航空機はグロースター・スパローホーク戦闘機で3回の実験全てが成功した。山城では実験後に滑走台は撤去されたがこの成功以降、5500トン型軽巡洋艦に滑走台が設けられた。しかしその後の用兵側の評判は良くなくカタパルトが実用化されると滑走台形式は廃れることとなった。

## 主要目一覧
| 要目       | 新造時 （1917年）                  | 大改装後 （1935年）                                           | レイテ沖海戦時 （1944年）                                   |
| ---------- | ---------------------------------- | ------------------------------------------------------------- | ----------------------------------------------------------- |
| 排水量     | 基準：32,720t 常備：33,800t        | 基準：39,130t 公試：43,580t                                   |                                                             |
| 全長       | 215.80m                            | 224.94m                                                       | ←                                                           |
| 全幅       | 28.96m                             | 34.60m                                                        | ←                                                           |
| 吃水       | 9.08m                              | 9.49m                                                         |                                                             |
| 主缶       |                                    |                                                               | ←                                                           |
| 主機       | ブラウン・カーチス式直結型タービン | 艦本式タービン4基4軸                                          | ←                                                           |
| 軸馬力     | 40,000shp                          | 70,000shp                                                     | 75,000shp                                                   |
| 速力       | 23.3ノット                         | 24.6ノット                                                    |                                                             |
| 航続距離   | 8000海里/14kt                      |                                                               |                                                             |
| 燃料       | 石炭5022t 重油1026t                |                                                               |                                                             |
| 乗員       |                                    |                                                               |                                                             |
| 主砲       | 四一式35.6cm連装砲6基              | ←                                                             | ←                                                           |
| 副砲       | 四一式15.2cm単装砲16門             | ←                                                             | 同14門                                                      |
| 高角砲     | 8cm単装砲4門                       | 12.7cm連装4基                                                 | ←                                                           |
| 機銃       |                                    | 40mm連装2基 13mm4連装4基 25mm連装8基 （40mmにかえて後日装備） | 25mm3連装8基 25mm連装17基 同単装34挺 13mm連装3基 同単装10挺 |
| 魚雷       | 53cm水中発射管6門                  | なし                                                          | ←                                                           |
| その他兵装 |                                    |                                                               | 22号電探2基 13号2基                                         |
| 装甲       | 水線305mm 甲板64mm 主砲天蓋115mm   | 水線305mm 甲板100mm 主砲天蓋152mm 縦壁75mm                    |                                                             |
| 搭載機     | なし                               | 3機 カタパルト1基                                             | ←                                                           |

※ ←は左に同じ（変更無し）。空白は不明。1944年（昭和19年）は推定を含む。

### 公試成績
| 項目     | 排水量  | 出力      | 速力     | 実施日                    | 実施場所 | 備考 |
| -------- | ------- | --------- | -------- | ------------------------- | -------- | ---- |
| 竣工時   | 30,577t | 47,712shp | 23.307kt | 1916年（大正5年）12月19日 | 館山沖   |      |
| 大改装後 | 39,172t | 70,922shp | 24.600kt | 1934年（昭和9年）12月14日 | 館山沖   |      |

## 歴代艦長
※『艦長たちの軍艦史』21-23頁、『日本海軍史』第9巻・第10巻の「将官履歴」及び『官報』に基づく。

### 艤装員長
- 志津田定一郎 大佐：1916年4月1日[91] - 1916年5月20日[92]
- （兼）志津田定一郎 大佐：1916年5月20日[92] - 1916年12月1日[93]
- （兼）中島資朋 大佐：1916年12月1日[93] - 1917年3月31日[94]

### 艦長
1. 志津田定一郎 大佐：1916年5月20日[92] - 1916年12月1日[93]
2. 中島資朋 大佐：1916年12月1日[93] - 1917年12月1日[95]
3. 加藤雄次郎 大佐：1917年12月1日 - 1919年11月20日
4. 大内田盛繁 大佐：1919年11月20日 - 1920年11月20日
5. 増田幸一 大佐：1920年11月20日 - 1921年11月20日
6. 小山武 大佐：1921年11月20日 - 1922年7月1日
7. 高橋節雄 大佐：1922年7月1日 - 1922年11月10日
8. 鳥崎保三 大佐：1922年11月10日 - 1923年12月1日
9. 高橋律人 大佐：1923年12月1日 - 1924年12月1日
10. 大湊直太郎 大佐：1924年12月1日 - 1925年12月1日
11. 伊地知清弘 大佐：1925年12月1日 - 1926年12月1日
12. （兼）益子六弥 大佐：1926年12月1日 - 1927年3月1日[96]
13. 寺島健 大佐：1927年3月1日 - 1927年12月1日
14. 東林岩次郎 大佐：1927年12月1日 - 1928年12月10日
15. 豊田貞次郎 大佐：1928年12月10日 - 1929年10月5日[97]
16. 岩村兼言 大佐：1929年10月5日[97] - 1929年11月30日
17. 小槙和輔 大佐：1929年11月30日 - 1930年12月1日
18. 寺本武治 大佐：1930年12月1日 - 1931年12月1日
19. 真崎勝次 大佐：1931年12月1日 - 1932年12月1日
20. 糟谷宗一 大佐：1932年12月1日 - 1933年11月15日
21. 小島謙太郎 大佐：1933年11月15日 - 1934年11月15日
22. 南雲忠一 大佐：1934年11月15日 - 1935年11月15日
23. 大熊政吉 大佐：1935年11月15日 - 1936年12月1日
24. 小林仁 大佐：1936年12月1日 - 1937年10月20日
25. 阿部嘉輔 大佐：1937年10月20日 - 1938年11月15日
26. 角田覚治 大佐：1938年11月15日 - 1939年9月15日
27. （兼）五藤存知 大佐：1939年9月15日 - 1939年11月1日
28. 五藤存知 大佐：1939年11月1日 - 1939年11月15日
29. 原鼎三 大佐：1939年11月15日 - 1940年10月15日
30. 緒方真記 大佐：1940年10月15日 - 1941年5月24日
31. 小畑長左衛門 大佐：1941年5月24日 - 1942年9月1日
32. 大和田昇 大佐：1942年9月1日 - 1943年3月1日
33. 早川幹夫 大佐：1943年3月1日 - 1943年8月2日
34. 久宗米次郎 大佐：1943年8月2日 - 1943年12月25日
35. 田原吉興 大佐→少将：1943年12月25日 - 1944年5月5日在任中病死
36. 篠田勝清 少将：1944年5月6日 - 1944年10月25日戦死

## 同型艦
- 扶桑

## 画像集

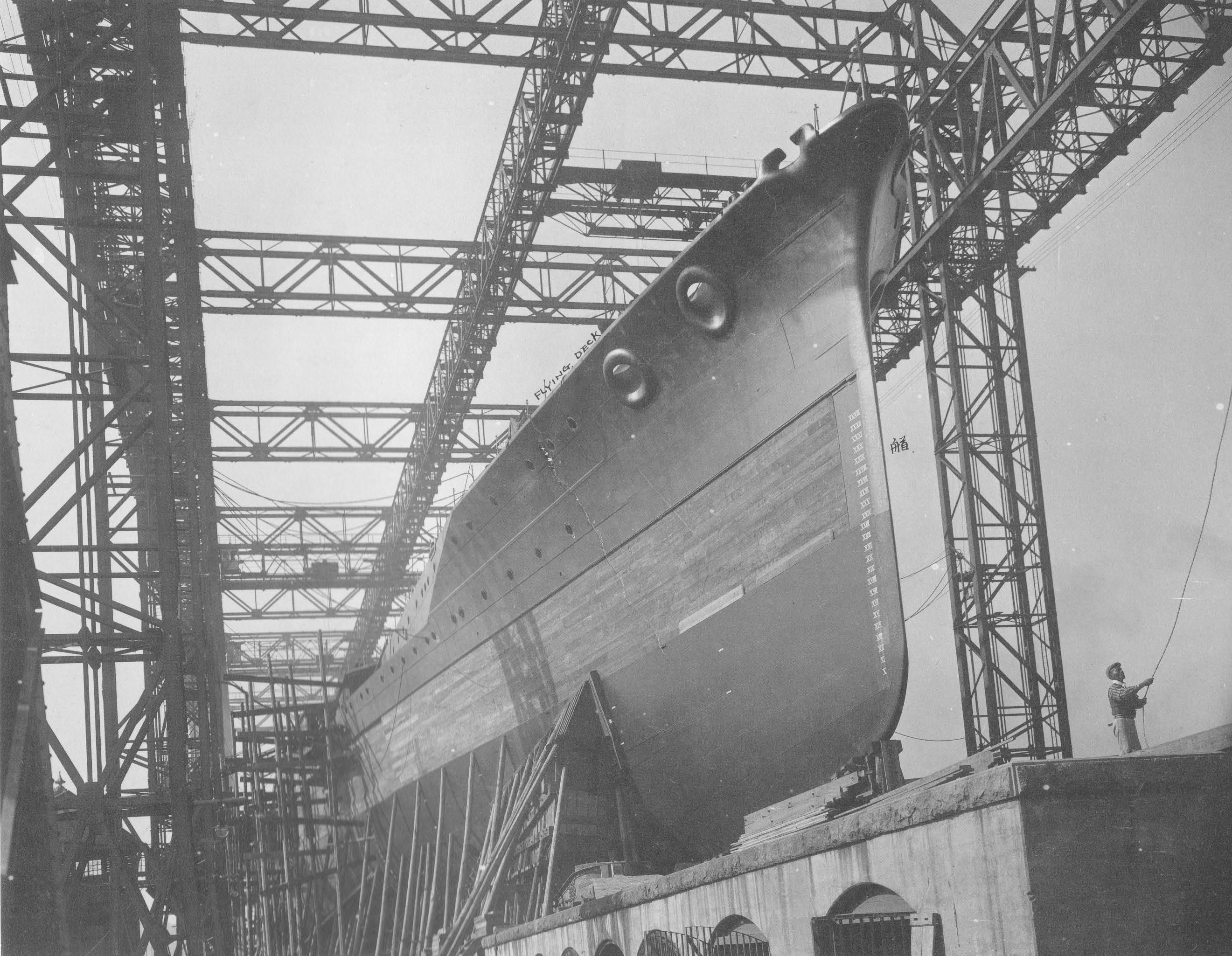
横須賀ドックにて建造中の山城（1915年10月20日）
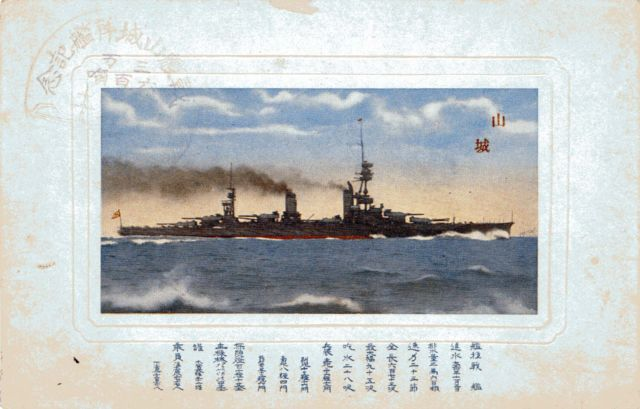
山城竣工記念ポストカード
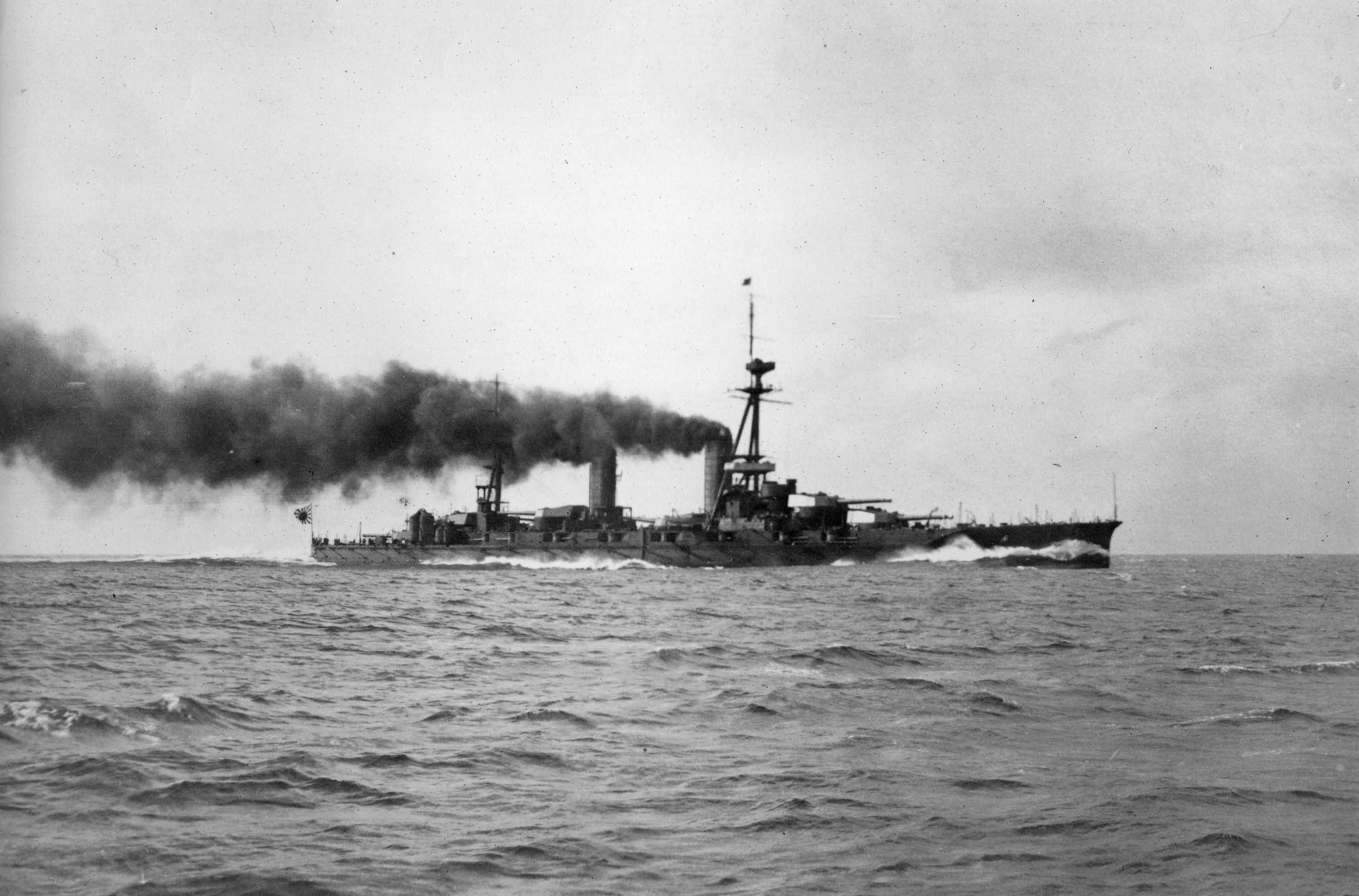
初期の山城
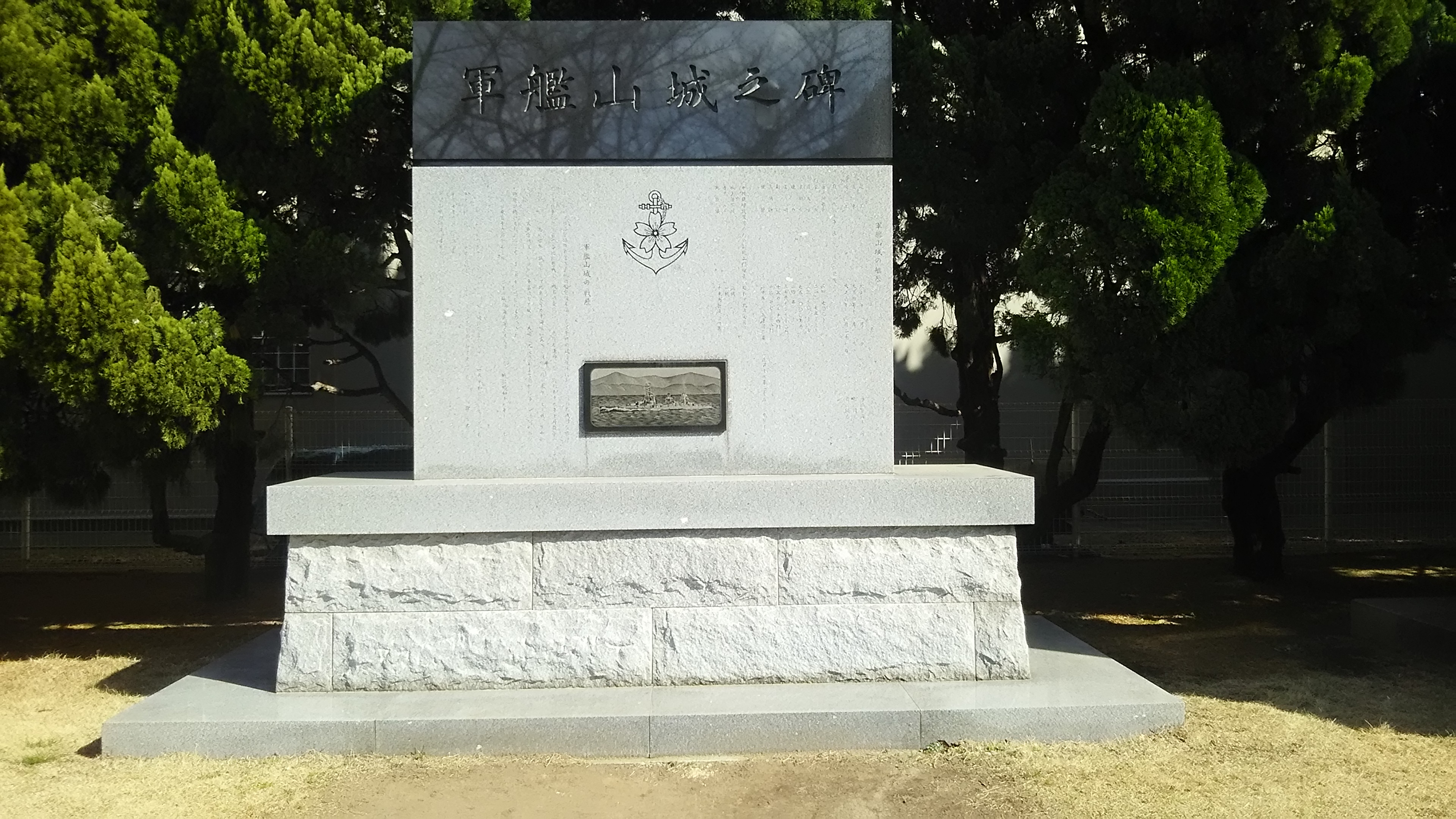
横須賀ヴェルニー公園山城慰霊碑
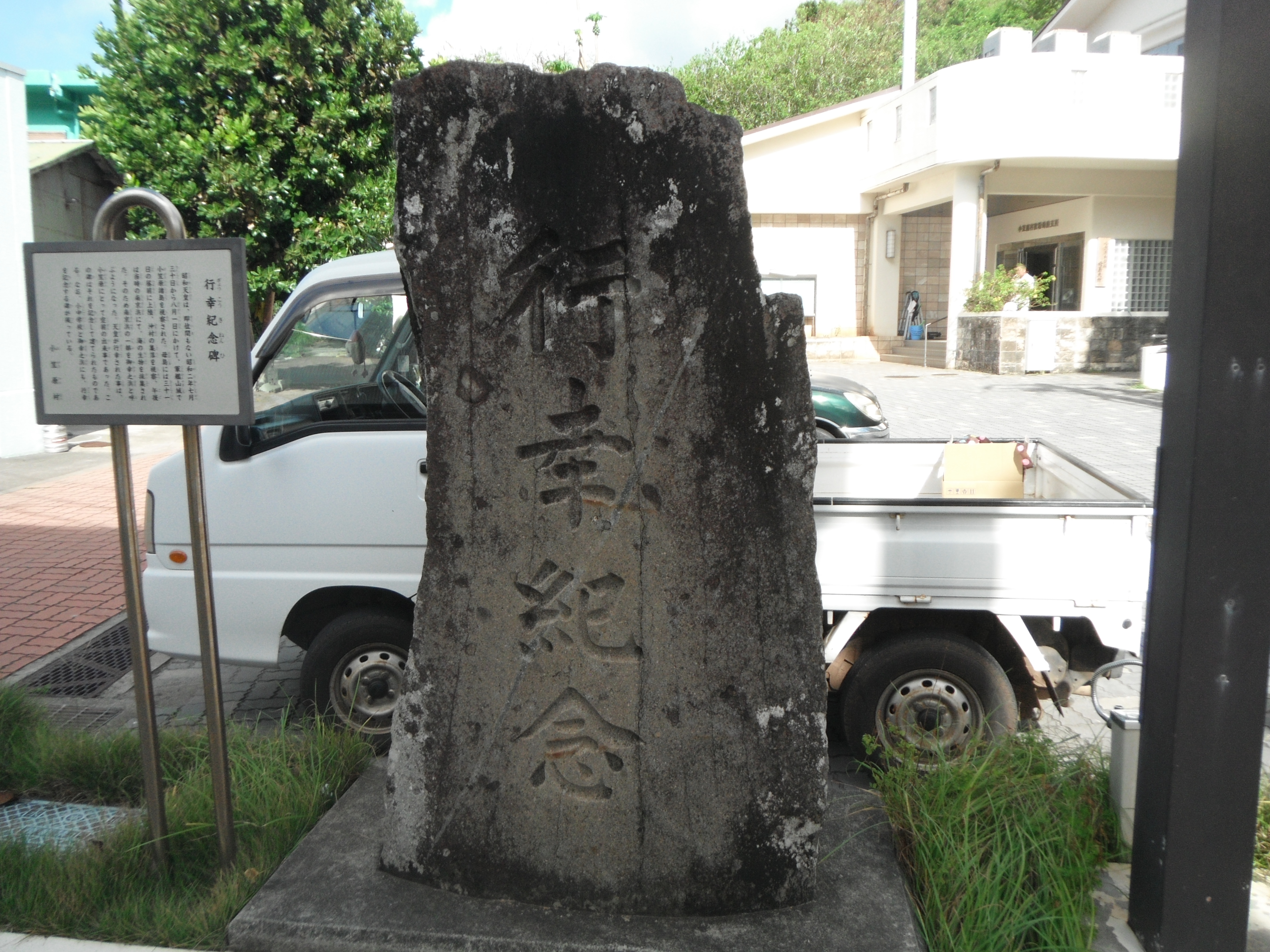
小笠原・母島の行幸記念碑　昭和2年夏に昭和天皇がお召艦・戦艦山城で視察された記念
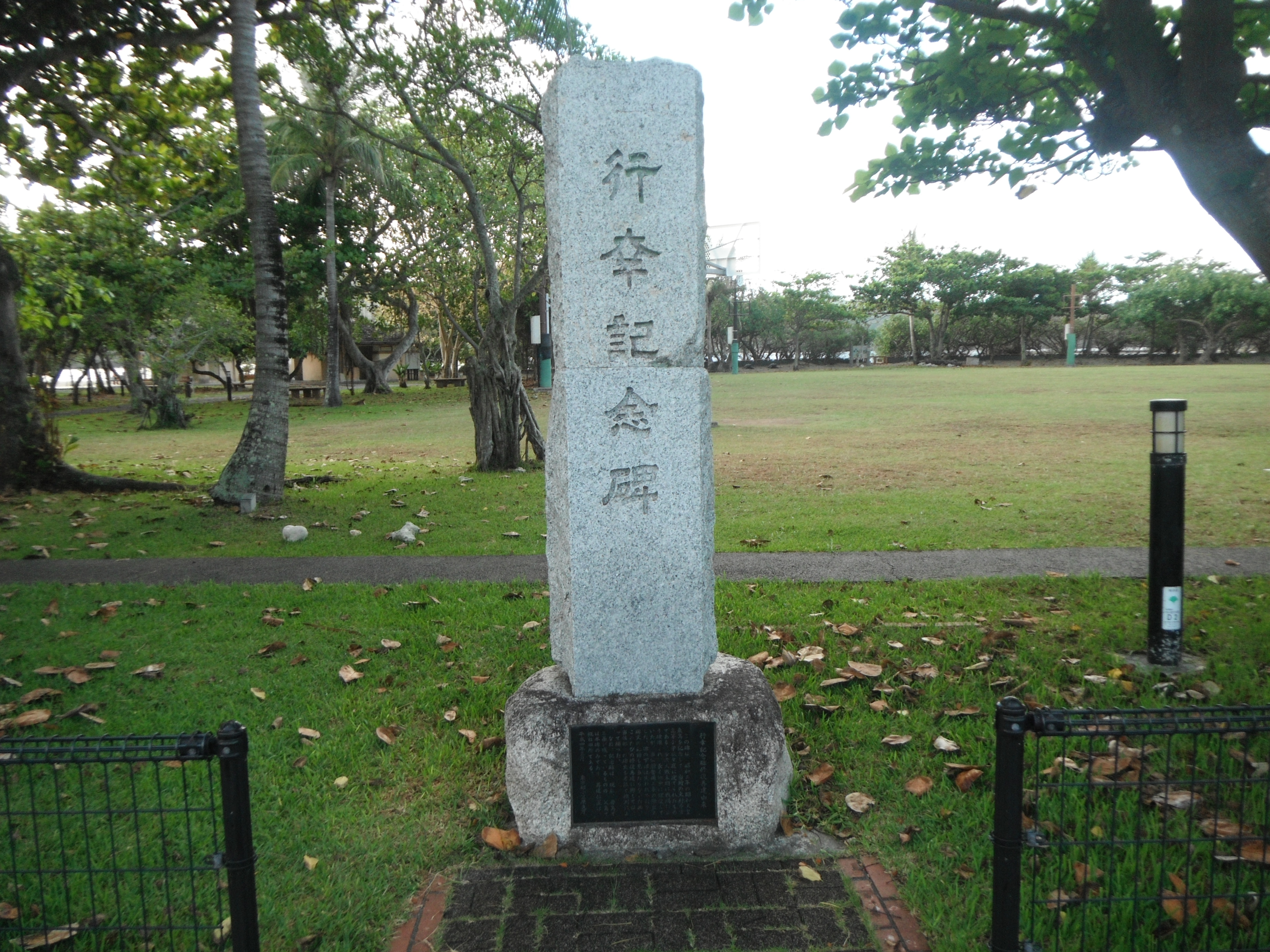
小笠原・父島の行幸記念碑　昭和2年夏に昭和天皇がお召艦・戦艦山城で視察された記念